# 橘ありか
橘 ありか（タチバナ アリカ、1990年5月31日 - ）は、日本の元アイドル。アイドルユニット ハニースパイスの元リーダー兼プロデューサーで、ハニースパイス卒業後は ハニースパイス、UPローチ、TOKYO SWEET PARTY等のプロデューサーを務めた。株式会社プリュに所属していた。

## 人物
日本人の父とフィリピン人の母をもつハーフ。地元長崎県の高校卒業後、単身フィリピンへ渡りモデル活動を行っていた。帰国後、長崎のメイドカフェでの勤務を経て、2012年7月に上京。
- 靴のサイズ  23.5 cm
- 趣味  ニコニコ生放送、ニコニコ動画、アニメ鑑賞、ダンス、アプリゲーム
- 特技  タガログ語、空手、ダンス[1]
- 橘のファンは「鼻血組」と呼ばれており、橘は組長。

2013年10月24日、ハニースパイス初期メンバーとしてデビューライブを行う。
2015年5月29日をもってハニースパイスからの卒業を発表していたが、同年4月12日に松本あきな卒業・4月14日白石ゆの卒業により、橘は卒業を撤回しハニースパイスのリーダーとして活動を続けることを発表した。
2015年10月26日、4thワンマンライブにてハニースパイスのプロデューサーへの就任（兼任）が発表された。
2017年3月1日、ハニースパイスを卒業。引き続きプロデューサーとしてハニースパイスに関わっていくことになった。
2017年10月15日、芸能活動からの引退を発表。プロデューサー業は継続。
2017年11月14日、氏名をカタカナ表記（タチバナ アリカ）に変更したことを発表。
2017年12月31日、ハニースパイス解散。
2018年1月3日、自身がプロデュースするTOKYO SWEET PARTYがデビュー。
2018年1月6日、TOKYO SWEET PARTY のメンバー3人中2人が体調不良でライブ出演を見送る中、急遽その代役としてステージに立った。

2018年5月24日、5月末でプロデューサーを退任、所属事務所のプリュを退社することと、結婚することを発表。

## 受賞歴
- ミス・ワールド2014日本代表ファイナリストにノミネートされ、トップモデル部門 4位、マルチメディア部門 3位、チームワーク部門 1位により、審査員特別賞を受賞[10]

## 出演

### テレビ
- 仮面ライダーウィザード（テレビ朝日）
- 非公認戦隊アキバレンジャーシーズン痛（TOKYO MX、BS朝日）
- MUSIC B.B.（TOKYO MX）
- トップアイドル育成バラエティー～D☆D～だれでもだいすき（テレビ埼玉、TVK、千葉テレビ）

### ラジオ
- オンリーラグーンとハニースパイスのラヂオすなわち(かわさきFM)

### 映画
- 危険なカンケイ(BeeTV)

### モデル
- 日本ポニーテール協会

### 出版物
- 鼻血女子写真館（Cream - ワレイア出版)
- 絶対 !! 美少女主義 Cream6 月号撮りおろしグラビア (Wailea出版)
- スクーターオールカタログ（三栄書房）

### インターネット放送
- 「鼻血ちゃんねる」 ニコニコ生放送[11]